# سحر (خارق للطبيعة)
السِحر مصطلح عام يستعمل لوصف فعالية تقوم بتغيير حالة شيء ما أو شخص ما في نطاق التغيير الذي يمكن للشيء أو الشخص أن يتعرض له دون خرق لقوانين الطبيعة والفيزياء ويعتقد البعض أن بإمكان هذه الفعاليات خرق قوانين الفيزياء في بعض الحالات، وهناك على الأغلب التباس بين السحر والشعوذة في مقابل فن الوهم كخفة اليد وتستعمل كلمة السحر كمرادف لجميع هذه المصطلحات التي تختلف عن بعضها البعض.
أما السحر في اللغة فعبارة عن كل ما لطف مأخذه وخفي سببه ومنه الساحر للعالم. وسحره خدعه، والسحر الرئة، وفي الشرع: مختص بكل أمر يخفى سببه ويتخيل من غير حقيقة ويجري مجرى التمويه والخداع. ومتى أطلق ولم يقيد أفاد ذم فاعله.
قال تعالى:﴿قَالَ أَلْقُوا فَلَمَّا أَلْقَوْا سَحَرُوا أَعْيُنَ النَّاسِ وَاسْتَرْهَبُوهُمْ وَجَاءُوا بِسِحْرٍ عَظِيمٍ ۝١١٦﴾الأعراف: الآية 116. يعني موّهوا عليهم حتى ظنوا أن حبالهم وعصيهم تسعى. وقد يستعمل مقيدًا فيما يمدح ويحمد وهو السحر الحلال كمقولة «إن من البيان لسحراً»، سمى بعض البيان سحراً لأن صاحبه يوضح الشيء المشكل، ويكشف عن حقيقته بحسن بيانه ولطف عبارته، ويقدر على تحسين القبيح وتقبيح الحسن، يسخط تارة فيقول أسوأ ما يمكن، ويرضى تارة فيقول أحسن ما يعلم. ثم السحر على أقسام: منها سحر الكلدانيين الذين كانوا في قديم الدهر وهو قوم يعبدون الكواكب ويزعمون أنها هي المدبرة لهذا العالم، ومنها تصدر الخيرات والشرور والسعادة والنحوسة، ويستحدثون الخوارق بواسطة تمزيج القوى السماوية بالقوى الأرضية، وهم الذين بعث الله إبراهيم مبطلاً لمقالتهم وراداً عليهم مذاهبهم. ومنها سحر أصحاب الأوهام والنفوس القوية بدليل أن الجذع الذي يتمكن الإنسان من المشي عليه لو كان موضوعاً على الأرض لا يمكنه المشي عليه لو كان كالجسر، وما ذاك إلا لأن تخيل السقوط متى قوي أوجبه.
- فخفة اليد هو فن ترفيهي يقوم بإيحاء إن شيئا مستحيلا قد حدث علما أن التغيير كان مصدره مهارة وخفة في اليد.
- الشعوذة من جانب آخر يعتبر ما يعتقد القائمين به قدرتهم على استحضار قوى غير مرئية لتساعد في حدوث تغييرات يتمناها شخص ما وتكون تلك الأمنيات على الأغلب تخلص من خصم أو الحصول على قوة وتتم عملية الشعوذة عادة في طقوس خاصة.

هناك العديد من التفريعات الثانوية لمصطلح السحر فالبعض يعتبره فرعا من حقل الباراسايكولوجي من خلال توظيف قدرات خارجة عن حواس الإنسان الخمسة للقيام بفعاليات تتحدى قوانين الفيزياء. استنادا إلى آليستر كراولي (1875 - 1947) (بالإنجليزية: Aleister Crowley) الذي كان يعتبر نفسه من جماعة «العلوم الخفية» واشتهر بكتابه «كتاب القانون» (بالإنجليزية: The Book of the Law) وفيه زعم أنه تمكن من إستحضار روح حورس ويعتبر هذا الكتاب مرتكزا لفكرة ثيليما الذي ينص على الامتلاك الكامل للإنسان لجسده وروحه وحياته ويمكنه السيطرة عليها بنفسه دون تأثير خارجي. وعليه فإن السحر حسب آليستر كراولي هو نشاط يغير حالة معينة معتمدة على إرادة الشخص القائم بها وهو يختلف عن الشعوذة وخفة اليد ويعتمد على البحث العلمي حسب رأي آليستر كراولي.
السحر في اللغة العربية واستناد على تفسير القرطبي للآية 102 من سورة البقرة «السحر أصله التمويه بالحيل والتخاييل، وهو أن يفعل الساحر أشياء ومعاني، فيُخيّل للمسحور أنها بخلاف ما هي به كالذي يرى السراب من بعيد فيُخيّل إليه أنه ماء، وكراكب السفينة السائرة سيرًا حثيثًا يُخيّل إليه أن ما يرى من الأشجار والجبال سائرة معه. وقيل: هو مشتقّ من سَحرتُ الصبيّ إذا خدعته، وقيل: أصله الصّرف، يقال: ما سَحَرك عن كذا، أي ما صرفك عنه. وقيل: أصله الاستمالة، وكلّ مَن استمالك فقد سحرك»

## نظريات السحر
هناك العديد من الفرضيات التي يؤمن بها التيار الذي يعتقد بوجود ظاهرة السحر واستنادا إلى هذا التيار فإن السحر قد يمكن تفسيره بإحدى هذه العوامل:
- قوى طبيعية فيزيائية لم يتم اكتشاف ماهيتها لحد الآن وحسب هذه الفرضية هناك قوة خامسة بالإضافة إلى القوى الأربع المعروفة ألا وهي الجاذبية، كهرومغناطيسية، التفاعل بين الكواركات وبقية أجزاء الذرّة والتي تسمى بالتفاعلات القوية وأخيرا التفاعلات الضعيفة في نواة الذرة والتي يمكن تحليلها عن طريق فيزياء الجسيمات ويعتقد البعض أن نظرية-م ونظرية الأوتار الفائقة قد تلعب دورا في هذه القوة[4][5]
- قوى روحية نابعة من اعتقاد البعض أن الكون يحوي مخلوقات تتصف بالذكاء وليست من جنس الإنسان.
- القوة الغامضة الموجودة في كل مكان مثل مانا التي يعرفها البعض بمكون رئيسي لتلك القوى الغامضة ونومينا التي يمكن تعريفها بالقوة الغامضة الموجودة في كل شيء.[6]
- الترابط الغامض بين القوى الكونية التي تربط وتنظم الأشياء بصورة منافية لقوانين القوى الطبيعية.
- القوة غير الطبيعية الناتجة من التركيز أو التأمل العميق التي تؤدي حسب البعض إلى تحكم الدماغ بالأشياء مثل مايحدث عند ممارسة اليوغا أو التخاطر[7]
- القوة الكامنة في لاوعي الإنسان والتي إن تم تطويعها وتدريبها فإن بإمكانها القيام بنشاطات تخرج عن تفسير الفيزياء.

## خفة اليد

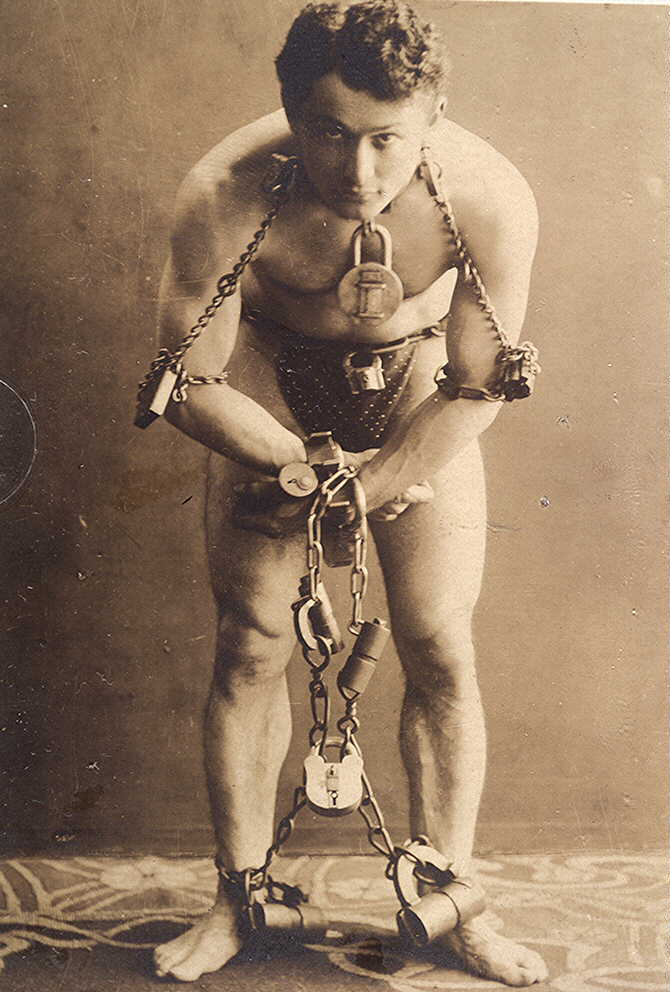
هاري هوديني

بالرغم من أن مهارة خفة اليد والإيحاء يعتبر من الفنون الترفيهية القديمة إلا أنها تحولت إلى نوع منظم من الفن الترفيهي في القرن الثامن عشر الميلادي ويعتبر العديدين الفرنسي جان يوجين روبرت (1805- 1871) من الرواد في هذا المجال حيث فتح خشبة لعرض مهاراته في باريس عام 1840 وتم افتتاح مسرح لهذا الغرض في لندن عام 1873. يعتبر الهنغاري المولد هاري هوديني (1874 - 1926) من أكبر الأسماء في فن الإيحاء والتخلص من القيود ولكن معظم عروضه كانت منسقة مع بعض طاقمه المختفين بين الجمهور وكان هناك تعاون بينه وبين صانعي الأغلال والأقفال. بصورة عامة يعتمد هذا النوع من الفن على خفة اليد والتنسيق مع بعض من المشاهدين للعرض واستعمال المرايا واستعمال أنفاق تحت خشبة المسرح ومع اختراع التلفزيون أصبح الأمر أكثر سهولة بواسطة استعمال الخدعة التصويرية.
من الأنواع الشائعة في فن الإيحاء:
- إظهار شيء من لاشيء مثل إخراج أرنب من قبعة فارغة وإخراج قطع نقدية من جيب فارغ وغيرها.
- الاختفاء مثل اختفاء حمامة أو طير بمجرد التصفيق أو اختفاء شيء ما في راحة اليد.
- التحويل ويتم عادة بواسطة أوراق اللعب حيث يقوم شخص بإختيار أحد الأوراق ثم يناوله الموحي ورقة أخرى ولكنها بخفة اليد تتحول إلى الورقة الأصلية التي اختارها المتطوع في أول الأمر
- إعادة تجميع لقطعة قماش أو حبل تم تقطيعه أو فك عقدة محكمة في حبل أو قطع جسد بمنشار ثم إعادته.
- تحويل شيء ما من موضع إلى آخر مثل عملة نقدية اختفت فجأة لتظهر في حقيبة إحدى المتفرجات أو تبديل لموضع شخصين في صندوقين مختلفين.
- الإرتفاع في الهواء

عادة تمارس هذه الفعاليات لغرض الترفيه ويعلم الجمهور أن هناك خدعا في كل فعالية ولكن الهدف الرئيسي هو قضاء وقت ممتع ويحافظ هؤلاء الفنانون عادة بسرية الوسائل والخدع المستعملة لإبقاء روح الإثارة ولأن النقابات التي ينتمون إليها تطالبهم بتعهد السرية لعدم إفساح المجال للهواة باقتحام مصدر رزق المحترفين.
ومما لاشك فيه أنه يوجد الكثير والكثير من لاعبو الخفة العرب ولعل أشهرهم الساحر هانى شو من مصر الحاصل على لقب نجم مصر الأول للألعاب السحرية والذي مثل مصر في كثير من المهرجانات العالمية

## الشعوذة
تسمى الشعوذة أيضًا بالسحر الأسود ويمكن اعتباره فرعا من فروع السحر الذي يستند على استحضار مايسمى بالقوى الشريرة أو قوى الظلام التي يطلب مساعدتها عادة لإنزال الدمار أو إلحاق الأذى أو تحقيق مكاسب شخصية. هناك جدل حول تقسيم السحر من الأساس إلى سحر أسود وسحر أبيض فكل سحر هو أسود حسب اليهودية والمسيحية والإسلام والبوذية والهندوسية ولكن هناك انطباعا قديما أن بعض السحر هدفه الخير ويلاحظ هذا الانطباع في كتابات عديدة ومن أحدثها وأكثرها انتشارا قصص هاري بوتر. كان الاعتقاد السائد بأن للمشعوذ بالفعل قدرة على إنزال المرض أو سوء الحظ أو العقم وحالات أخرى ولايزال هذا النوع من الاعتقاد سائدا في العصر الحديث بصورة محدودة لدى البعض.
كان مايسمى بتحضير أرواح الموتى أحد الطقوس الشائعة في الشعوذة وتم ذكر هذا الطقس من قبل المؤرخ اليوناني استرابو (63 قبل الميلاد - 24 بعد الميلاد). وكان هذا الطقس شائعا لدى صابئة حران (ملاحظة صابئة حران يختلف عن الصابئة المندائيين)، ومنطقة إيترونيا القديمة والتي تقع في وسط إيطاليا الحالية والبابليين وهذا الطقس مذكور أيضًا في الإلياذة للشاعر هوميروس وتم ذكر هذا الطقس أيضًا في العهد القديم من الكتاب المقدس حيث طلب أول ملوك اليهود ملك شاوول Saul (שאול המלך) من مشعوذة اندور أن تستحضر روح النبي شاموئيل Shmu'el (שְׁמוּאֵל) ليعين الجيش في قتالهم للفلسطينيين في أرض كنعان.

## السِّحر والباراسايكولوجي
يعرف السحر من وجهة نظر حقل الباراسايكولوجي بدراسة ماهية وتطبيقات مايسمى بالإمكانيات الفوق طبيعية التي يمتلكها البعض مثل الرؤية من خلال جدار أو القدرة على رؤية أحداث أو أشخاص من مسافات هائلة في البعد أو القدرة على معرفة حوادث قديمة لشيء ما أو شخص ما بواسطة لمس الشيء أو الشخص أو التنبؤ بالمستقبل.
هذا الحقل عادة مايثار حولها شكوك كثيرة من قبل الأكاديميين ويصفها الكثير بالعلوم الكاذبة ومن جهة أخرى يوجد هناك أكاديميون مقتنعون بان هذه الظواهر حقيقية ومن أشهر هؤلاء داريل بيم (بالإنجليزية: Daryl Bem) المتخصص بعلم النفس الإجتماعي والحاصل على الدكتوراه من جامعة ميشيغان ويورد بيم تجربة جانزفيلد كدليل على أن الصدفة ليست العامل الرئيسي لتفسير هذه الظواهر الغريبة.
من أشهر المشككين بهذه الظواهر هو فنان إيحاء سابق كان يحترف عروض خفة اليد المسرحية واسمه جيمس راندي وهو كندي واشتهر عالميا بعد التحدي المشهور الذي أطلقه باستعداده لأن يدفع مليون دولار لأي شخص يأتي بدليل علمي واحد على صحة مزاعم الأشخاص الذين يعتقدون أن لديهم قابليات خارقة. من الجدير بالذكر أن التحدي لا زال قائما ولم يتمكن أحد لحد هذا اليوم من اجتياز الاختبارات العلمية التي تركز على حذف عامل الصدفة في هذه الظواهر.

## مؤلفات

### كتاب القانون لآليستر كراولي
قام آليستر كراولي بكتابة هذا المؤلف في القاهرة عام 1904 ويحوي على 3 فصول وحسب كراولي فإن كل فصل تم كتابته في ساعة واحدة. زعم كراولي أن الشخص أو الشيء أو المخلوق الذي أملى عليه الكتاب كان «نفسه الخفية» وكان اسمه أيواس. يسمى التعاليم الموجودة في الكتاب باسم ثيليما ويمكن إيجازها بهذه المبادئ:
- إدراك النفس الحقيقية والإرادة الفريدة لشخص ما كفيل «بالاتحاد مع الكل»
- يمكن الوصول لهذا الإدراك بواسطة بعض الطقوس.
- من هذه الطقوس: اليوغا، استحضار الأرواح، طقس العشاء الأخير للمسيح، قراءة كتاب الكبالاه الذي يعتبر روح التوراة، قراءة الطالع، التنجيم
- فهم رموز شجرة الحياة التي هي عبارة عن أعداد أو أرقام متصلة ببعضها عن طريق 22 ارتباط خطي، الأعداد تمثل الكواكب وخطوط الإرتباط هي رموز الأبجدية العبرية والتي تقسم بدورها إلى سبعة كواكب و12 برجا.

إتباع هذه المبادئ سوف يؤدي حسب معتقدات أتباع ثيليما إلى حالة التيقظ الشبيهة بالنيرفانا في البوذية واكتشاف النفس الخفية. «النفس الخفية» بإمكانها مغادرة الجسد والانتقال عبر الأثير وعبور «بحيرة الفراغ» وهي أساس السحر والهدف الرئيسي من الممارسات المذكورة أعلاه حيث أن بإمكان هذه النفس الخفية أو مايسمى أيضًا من قبل كراولي «الجسد الضوئي» إنجاز أعمال تخرق قوانين الفيزياء مثل إزالة قوى غير مرغوبة وتحضير أرواح.
من الجدير بالذكر أن كراولي البريطاني المولد كان يلقب من قبل الصحافة «الرجل الشرير» وتم طرده من إيطاليا عندما حاول أن يشكل تنظيمه الخاص ومات مفلسا نتيجة التهاب الرئتين وإدمانه على الأفيون

### كتاب شمس المعارف الكبرى
-
أشهر كتاب معروف لدى أغلب الذين يمارسون السحر هو كتاب شمس المعارف الكبرى لأحمد بن علي البوني والذي منه نسختان الأولى وهي الأصلية وتعود إلى 200 سنة خلت، والثانية معدلة حيث تم حذف بعض الصفحات منها وإضافة صفحات أخرى. وهذا الكتاب ممنوع في كل الدول العربية ماعدا مصر. ويحتوى على مصطلحات ومفاهيم تتعلق بالسحر والشعوذة ومن ضمنها مصطلحات لتحضير الجن، ومصطلحات تتعلق بالنجوم والأبراج والكواكب والقمر وحركة القمر..الخ وتوجد في الكتاب بعض التطبيقات ورسومات تتعلق بتنفيذ أوامر الشعوذة والسحر.

## السحر والأديان
حرم الدين الإسلامي السحر والشعوذة، ويعد الساحر كافراً وكذلك من أتا عرافًا فصدقه. فقد ورد في سورة البقرة آية 102 «واتبعوا ما تتلوا الشياطين على ملك سليمان، وما كفر سليمان ولكن الشياطين كفروا يعلمون الناس السحر وما أنزل على الملكين ببابل هاروت وماروت، وما يعلمان من أحد حتى يقولا إنما نحن فتنة فلا تكفر، فيتعلمون منهما ما يفرقون به بين المرء وزوجه، وما هم بضارين به من أحد إلا بإذن الله، ويتعلمون ما يضرهم ولا ينفعهم، ولقد علموا لمن اشتراه ما له في الآخرة من خلاق، ولبئس ما شروا به أنفسهم لو كانوا يعلمون». كما حرمت الديانة اليهودية والمسيحية السحر، فقد ورد في سفر الخروج 22-18 «لا تدع ساحرة تعيش». من جهة أخرى كان الاعتقاد بدور السحر كعامل في التأثير على الطبيعة وما وراء الطبيعة سائداً في معظم الديانات التي كانت سائدة قبل الديانات التوحيدية وخاصة في الديانة الزرادشتية التي كانت عاملا مهما في الاعتقاد بوجود كينونة الشر التي هي في صراع أزلي مع كينونة الخير ويعتقد أن كلمة السحر بالإنجليزية Magic قد أتت من أفراد قبيلة ماجاي الميدية الذين كانوا رجال الدين الرئيسيين في الديانة الزردشتية. ويرجع بعض المؤرخين جذور السحر في إطار ديني إلى فترة العصر الحجري الحديث حيث كان الإنتقال من حياة التنقل إلى حياة الزراعة والاستقرار دور في تحول رئيس القبيلة إلى ملك والمؤمن بالخرافات والأساطير والعلوم الخفية إلى كاهن كان مهمته نقل تعليمات الإله إلى المجتمع.
كانت الوسيلة الرئيسية للسحر في المعتقد الديني هي التعويذة والتي كانت عبارة عن كلمات أو كتابات مخلوطة بمواد خاصة يقوم بتحضيرها الرجل الديني في طقوس خاصة وكان هدف التعويذة يتراوح من تغيير للمستقبل إلى السيطرة على شخص ما أو عامل ما وكانت هذه التعاويذ عادة ما تتم تحت مزاعم استحضار قوى إلهية وغالبا ما كانت التعويذة تتم على مراحل منها:
- التحضير بأيام قبل طقوس التعويذة بالصوم أو الصلاة
- تهيئة جو خاص بالطقوس بإستعمال روائح خاصة أو مواد معينة وكان أتباع دين معين يعتقدون بإحتوائها على قوى خارقة.
- طقوس إستحضار القوى الخارقة أو الإلهية التي كانت تختلف بإختلاف الدين المتبع.
- إلقاء التعويذة
- تقديم القرابين

هناك إجماع على أن مفهوم السحر في الديانات القديمة كانت نابعة من عدم إدراك الإنسان لقوى الطبيعة وعدم وجود تحليل علمي لظواهر كانت تعتبر غامضة للإنسان القديم. بصورة عامة كان إستعمال السحر من منطلق ديني نابعا من إيمان صاحب الدين بقدرة الإله في تغير حياته ومصيره وكانت الطقوس السحرية من هذا المنظور دعاء الشخص للإله بالتدخل. ويمكن ملاحظة هذا في تشابه إلى نوع ما لفكرة الدعاء والصلاة وتقديم القرابين في ديانات متعددة لا تزال تمارس لحد هذا اليوم حيث إن فكرة طلب المساعدة من الخالق الأعظم هي نفس الفكرة القديمة ولكنها أكثر عمقا وفلسفية من الديانات البدائية.
هناك بعض الآثار القديمة تشير إلى استعمال السحر من منظور ديني لدى الإنسان القديم وتشير بعض الرسومات القديمة في كهوف فرنسا إلى استعمال السحر للمساعدة في عملية الصيد وتم العثور على آثار مماثلة لدى قدماء المصريين والبابليين واستنادا إلى مارغريت موري (1863- 1963) المتخصصة في العلوم المصرية القديمة فإن كل طقوس السحر والشعوذة يمكن اقتفاء آثارها إلى طقوس دينية قديمة لديانات كانت تعبد الظواهر الطبيعة وإن بعض التعويذات التي كانت تستعمل في أوروبا في القرون الوسطى مشابهة إلى حد كبير لكتابات هيروغليفية عمرها 2500 سنة على أقل تقدير وإن فكرة تقديم القرابين للإله ترجع إلى العصر الحجري حيث تم العثور على منصة ذبح القرابين في العديد من الكهوف القديمة في أوروبا.

## السحر عبر العصور
عرف الإنسان السحر منذ القدم وهناك كتابات تتحدث عن السحر في قصائد هوميروس وكتابات قدماء المصريين التي تركزت على استعمال ورق البردي في السحر وكتابات بلاد فارس القديمة وخاصة كتابات رجال دين الزرادشتية الذي يعتقد أن كلمة السحر بالإنجليزية Magic قد أتت من أفراد قبيلة ماجاي الميدية الذين كانوا رجال الدين الرئيسيين في الديانة الزردشتية. هناك نقاط تشابه حول الكتابات القديمة حول السحر منها على سبيل المثال:
- استعمال ما يسمى الكلمات السحرية وهي كلمات يعتقد البعض إنها قادرة على تطويع وتوجيه الأرواح.
- استعمال آلات موسيقية بدائية مصنوعة من الخشب وإحداث أصوات متناغمة نوعا ما أثناء الطقوس.
- استعمال رموز وكتابات وشيفرات غامضة لغرض إستحضار الأرواح.
- استعمال وسيط بين القوى الخفية والسحرة وكان الوسيط في العادة أشخاص كانوا يزعمون القدرة على استقبال رسائل من القوى الغير مرئية.

في العصور الوسطى قام ألبرت الكبير (1206 - 1280) Albertus Magnus بجمع عدد كبير من التعويذات السحرية ومن الجدير بالذكر إن ألبرت لم يكن ساحرا بل كان رجل دين مسيحي مهتم بعلم الخيمياء وكان غرضه الرئيسي هو البحث العلمي.
مع بداية عصر النهضة والثورة الصناعية حل التفسير العلمي محل الخرافات والأساطير. قام الكيميائي البروسي كارل رايخنباخ (1788 - 1869) في عام 1850 بتجربة على البرافين والفينول لغرض معرفة ما اسماه بالقوة الغريبة أو القوة الغامضة لبعض المواد التي استعملت في السابق من قبل السحرة في طقوسهم واستخلص إلى نتيجة أن هناك «تدفق» إيجابي وسلبي في المادتين وقدم نظريته بان هناك استعمالات أخرى غير معلومة للمواد بجانب الاستعمالات المعلومة ولكن نظريته لم تلق قبولا من قبل علماء عصره
في القرن التاسع عشر ومع موجة الاستعمار الأوروبي للشرق تعرف العالم الغربي عن كثب على أساطير الشرق الغامضة وخاصة في الهند ومصر وبدأ ولع جديد بالسحر وطقوسه وتشكلت جماعات منظمة تحاول دراسة السحر وفي عام 1951 تم إلغاء قانون منع الشعوذة في بريطانيا والذي كان ساري المفعول منذ عام 1401 وتم تأسيس جماعة ويكا التي لاقت أفكارها قبولا عند Hippie الهيبيين

## السحر من وجهة نظر العلم
هناك قياسات علمية متفقة عليها لتحديد فيما إذا كانت ظاهرة أو طريقة أو تحليل أو اعتقاد معين يمكن تصنيفه كعلم حقيقي أم لا وإذا لم يتم تجاوز بعض الإختبارات فإنها ستنتهي إلى تصنيف يسمى العلوم الكاذبة. بعض من القياسات المتفقة عليها ويجب توفرها في العلم الحقيقي هي التالية:
- القدرة على الحصول على نفس النتائج أو نتائج متقاربة عند إجراء اختبار معين مرات عديدة وإذا لم يتم الحصول على نتائج متقاربة عند تكرار عملية أو خطوة ما فإن الطريقة أو الظاهرة تعتبر غير علمية على سبيل المثال اختبار تعويذة معينة على عدد من الأشخاص المتطابقين في العمر والجنس والحالة الاجتماعية والثقافية لرؤية فيما إذا كانت التعويذة لها نفس التأثير.[27]
- القدرة على حصول تأثير مع توفر شرط عدم معرفة الأشخاص المشتركين بالتجربة فيما إذا قد تعرضوا للمادة الحقيقية أو مادة وهمية شبيهة بالشكل للمادة الأصلية ولتوضيح هذه النقطة يقسم المتطوعون للتجربة إلى نصفين متشابهين قدر الإمكان من ناحية العمر والثقافة ونواحي أخرى بحيث يكون تعاطيهم للمادة الحقيقية أو المادة الوهمية الفرق الرئيسي بين المجموعتين. على سبيل المثال إذا تم التوصل إلى معرفة فيما إذا كانت تعويذة معينة ذات فعالية حقيقية فإنه يصمم نوعين من التعويذات إحداهما مصمم من قبل شخص يدعي السحر والأخر شبيه بالظاهر للأولى ولكنها ليست حقيقية ويتم توزيعها على مجموعتي الإختبار الذين لايعرفون فيما إذا تلقوا التعويذة الحقيقية أو الوهمية وبعد فترة مراقبة يتم معرفة فيما إذا كان هناك فرق حقيقي وملموس بين تأثير الحقيقي والوهمي.[28]

الغاية الرئيسية في هذه التجارب هو معرفة إحتمال دور عامل الصدفة أو عوامل نفسية أو إجتماعية أو أي عامل آخر في حدوث التأثير الملاحظ. ومعظم مدعوا السحر أو الباراسايكولوجي يفشلون أمام هذه الإختبارات.